# Пронина, Ирина Александровна
Ирина Александровна Пронина (10 мая 1958 — 28 октября 2023) — российский искусствовед, исследовательница русского авангарда.

## Биография
Главный научный сотрудник отдела живописи первой половины XX века Государственной Третьяковской галереи, хранитель экспозиции живописи первой половины XX века, исследователь творчества Павла Филонова и художников его школы, один из авторов каталога собрания Третьяковской галереи и многотомной «Энциклопедии русского авангарда», историк коллекции Георгия Костаки.

Была одним из первых искусствоведов, начавших исследовать русский авангард ещё в советское время. В 1989 году Пронина вместе с Дмитрием Сарабьяновым открыли выставку Любови Поповой в Третьяковской галерее к 100-му дню рождения художницы. В 2017 году получила грант U-Art частного фонда Иветы и Тамаза Манашеровых на изучение работ позабытого авангардиста Ивана Кудряшова в Государственном музее Нукуса (Узбекистан).
«Ирина Пронина, долгие годы проработавшая в Третьяковской галерее, внесла огромный вклад в исследование русского искусства 1-й пол. XX века. Её последний крупный проект — участие в подготовке объемного издания „Дар Костаки“ (2023), научного каталога, где был впервые описан целиком вклад греческого коллекционера в Третьяковскую галерею. Работу над этой книгой Пронина начала десятью годами ранее, вложив в неё гигантское количество свойственной ей эрудиции и солнечной энергии. В числе прочих проектов, за которые мы благодарны Ирине Прониной в недавние годы — выставка 2021 года „Иван Кудряшов. К 125-летию со дня рождения“ и каталог к ней, в которых исследовательница, проведя огромную работу в музее Нукуса (Узбекистан), фактически открыла этого авангардиста заново. Пронина была одним из авторов постоянной экспозиции XX века, создала в ней „Зал Костаки“. А также активно способствовала тому, что легендарный „Летатлин“ в 2016 году прибыл в галерею, был отреставрирован и попал в постоянную экспозицию (символично, что именно сейчас [летом 2024 года] Третьяковка вынуждена отдать его обратно). Последний проект Прониной мы должны увидеть этой осенью [2024 года] — это будет выставка, посвященная Любови Поповой, которую она готовила вместе с „Энциклопедией русского авангарда“ в Еврейском музее и центре толерантности».
Похоронена на Долгопрудненском кладбище.

## Избранные выставки
- «Любовь Попова». 1989. ГТГ
- «Иван Кудряшов. К 125-летию со дня рождения», 2021. ГТГ
- «Люба, Любочка. Любовь Сергеевна Попова. 1889—1924». Еврейский музей и центр толерантности, 2024 (посмертно, проект завершен А. Сарабьяновым)

## Награды
- 2017: стипендия фонда U-Art[12]
- 2019: Шорт-лист VII Премии The Art Newspaper Russia, номинация «Реставрация»: за «Летатлина» (как куратор)[13]
- 2024: «Zverev Art Prize / Взгляд. Интерпретация. Позиция». Номинация «In Memoriam» (посмертно). Совместно с Анной Чудецкой.[14]